# Hans Westerhold
Hans Westerhold (* 21. Juni 1920; † 2. August 2005 in Köln) war ein deutscher Bahnradsportler und Radsportfunktionär. 

## Sportliche Laufbahn
1941 wurde Hans Westerhold gemeinsam mit Mathias Kneller deutscher Amateur-Meister im Tandemrennen. Nach dem Zweiten Weltkrieg errang er 1948 mit Jakob Tabat seinen zweiten Meistertitel, im Zweier-Mannschaftsfahren auf der Radrennbahn in Frankfurt am Main. Etliche Male stand er zudem bei deutschen Meisterschaften in verschiedenen Bahndisziplinen auf dem Podium. Er startete für den Verein RC Staubwolke Köln.
Nach seiner Zeit als aktiver Rennfahrer fungierte Westerhold als Bahnfachwart des Bundes Deutscher Radfahrer. Gemeinsam mit Bundestrainer Gustav Kilian betreute er die deutsche Bahnnationalmannschaft bei Weltmeisterschaften und Olympischen Spielen.
Nach einem schweren Autounfall auf der Rückfahrt von den deutschen Bahnmeisterschaften in Nürnberg 1970 wurde Hans Westerhold ein Bein amputiert, fortan konnte er nur an Krücken gehen. Er starb 2005 im Alter von 85 Jahren nach langer schwerer Krankheit in Köln. Er wurde auf dem Nordfriedhof im Grab seiner Ehefrau Hanni geb. Tabbat (1926–2004) bestattet.

## Erfolge
1941
- Deutscher Amateur-Meister – Tandemrennen (mit Mathias Kneller)

1948
- Deutscher Amateur-Meister – Zweier-Mannschaftsfahren (mit Jakob Tabat)